# Bärbel Bergmann
Bärbel Bergmann (* 10. Mai 1943 in Elbing) ist eine deutsche Psychologin.

## Leben
Bärbel Bergmann legte 1961 ihr Abitur an der Erweiterten Oberschule in Pritzwalk ab. In den Jahren 1961/62 folgte ein Praktikum als Erziehungshelferin in der Psychiatrischen Kinderklinik Neu Fahrland. Diesem schloss sich 1962 ihr Studium der Psychologie an der Technischen Hochschule Dresden an. Im Jahr 1967 erhielt sie ihr Diplom. Im selben Jahr begann sie ihre wissenschaftliche Aspirantur an der TU Dresden und wurde 1969 Assistentin am Wissenschaftsbereich Psychologie der Sektion Arbeitswissenschaften. Bergmann legte 1971 ihre Promotion A und wurde darüber hinaus Leiterin einer Arbeitsgruppe für Arbeitshygiene im Betriebsgesundheitswesen in Stralsund. Ab 1973 war sie als Oberassistentin und ab 1975 als Hochschuldozentin für das Fach Arbeitspsychologie am Wissenschaftsbereich Psychologie der Sektion Arbeitswissenschaften der TU Dresden angestellt. Im Jahr 1977 erfolgte die Promotion B zum Dr. sc. nat. (1991 Umwandlung in Dr. rer. nat. habil.). 
Von 1992 bis zu ihrer Emeritierung 2008 war Bergmann als Professorin für Methoden der Psychologie an der TU Dresden tätig. Im Jahr 1994 wurde sie zur Direktorin des Instituts für Allgemeine Psychologie, Biopsychologie und Methoden der Psychologie an der Fakultät Mathematik und Naturwissenschaften der TU Dresden ernannt.

## Publikationen (Auswahl)

### Bücher
- Kompetenzentwicklung und Berufsarbeit Edition QUEM, Münster et al. 2004, ISBN 978-3-8309-1018-3.
- Arbeiten und Lernen Edition QUEM, Münster et al. 2004, ISBN 978-3-8309-1470-9.
- Training für den Arbeitsprozess: Entwicklung und Evaluation aufgaben- und zielgruppenspezifischer Trainingsprogramme, Zürich 1999, ISBN 978-3-7281-2644-3.
- mit Jens Wiedemann: Qualifizierungsbedarf bei der Störungsdiagnose in der flexibel automatisierten Fertigung, Dresden 1994.
- Arbeitsunsicherheit: erleben und bewältigen – eine Studie aus dem Raum Dresden, Leipzig 1993.

### Artikel
- Individuelle Kompetenzentwicklung durch Lernen im Prozeß der Arbeit. In: Arbeitsgemeinschaft Betriebliche Weiterbildungsforschung e.V. (Hrsg.): Kompetenzentwicklung für den wirtschaftlichen Wandel: erste Zwischenbilanz zum Forschungs- und Entwicklungsprogramm, Berlin 1998, S. 27–44.
- mit Jens Wiedemann: Beschreibung der Störungsdiagnosekompetenz bei Instandhaltungstätigkeiten in der flexibel automatisierten Fertigung, In: Karlheinz Sonntag (Hrsg.): Störungsmanagement und Diagnosekompetenz: leistungskritisches Denken und Handeln in komplexen technischen Systemen, Zürich 1997, S. 119–137.